# 高城镇 (随县)
高城镇，是中华人民共和国湖北省随州市随县下辖的一个乡镇级行政单位。

## 行政区划
高城镇下辖以下地区：
高城社区、大桥村、龙王庙村、梅子沟村、雷家祠村、七里塔村、新屋村、三清观村、罗家桥村、前进村、卸甲店村、七姑店村、嵩垛村和高黄村。